# Gwanggyo Jungang (métro de Séoul)
Gwanggyo Jungang (hangeul : 광교중앙 ; hanja : 光敎中央) est une station de passage de la ligne Sin Bundang du métro de Séoul. Elle est située au 45, Docheong-ro,  quartier Iui-dong de l'arrondissement Yeongtong-gu sur le territioire de la ville Suwon-si dans la province Gyeonggi-do, près de Séoul, en Corée du Sud.

## Situation sur le réseau

Plan du réseau (2023)

Établie en souterrain, Sinsa est une station de passage de la ligne Sin Bundang, dite aussi DXLine, du métro de Séoul : elle est située entre la station Sanghyeon en direction du terminus nord Sinsa, et la station Gwanggyo, le terminus sud.

## Histoire
La station Gwanggyo Jungang est mise en service le 30 janvier 2016, lors de l'ouverture à l'exploitation du prolongement de la ligne Sin Bundang, de 12,8 km, depuis la station Jeongja.